# Taptoe (militair)

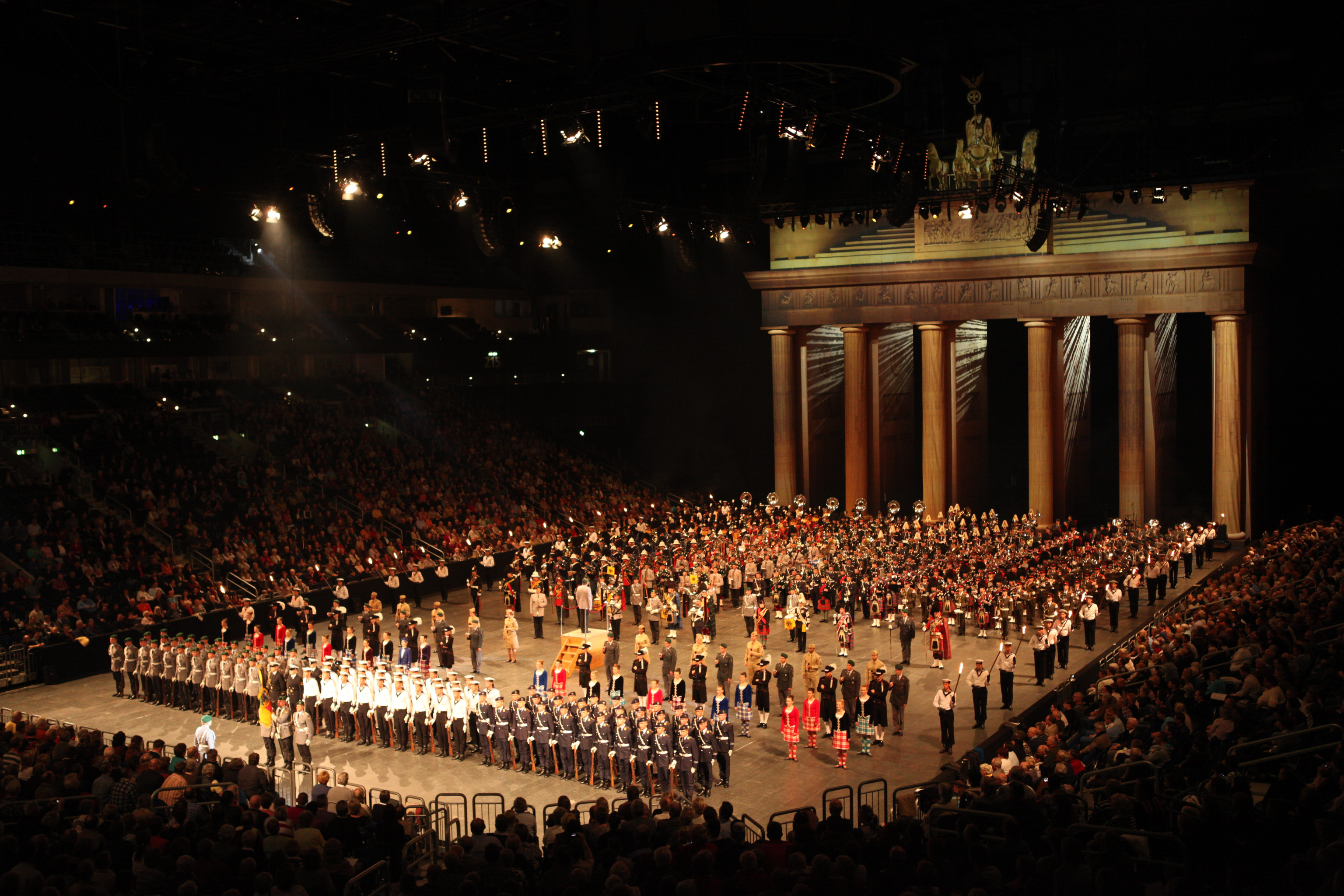
Militaire Taptoe in Berlijn

Een taptoe is in de moderne versie een militaire en muzikale show waarbij de diverse krijgsmachtonderdelen zich aan het publiek presenteren. 
Door burgerorkesten worden ook taptoes gehouden.

## Geschiedenis
Oorspronkelijk was de 'taptoe' een militair trommelsignaal, eventueel aangevuld met hoorn of trompet, om aan te geven dat soldaten uit de kroegen in de stad naar de kazernes moesten terugkeren en dat de kroegbazen 'den tap toe' moesten doen en geen bier meer mochten tappen. De tamboers trokken door de straten en gaven dit signaal vanaf 21.30 uur tot aan de avondklok van 22.00 uur. 
Het taptoe-signaal is tegenwoordig nog een trompet-signaal waarmee een taptoe traditioneel wordt afgesloten. 
Tijdens de Nationale Dodenherdenking in Nederland op 4 mei wordt om 19.58 uur en 30 seconden met het taptoe-signaal het sein gegeven voor de twee minuten stilte die begint om 20.00 uur.

## Nederland

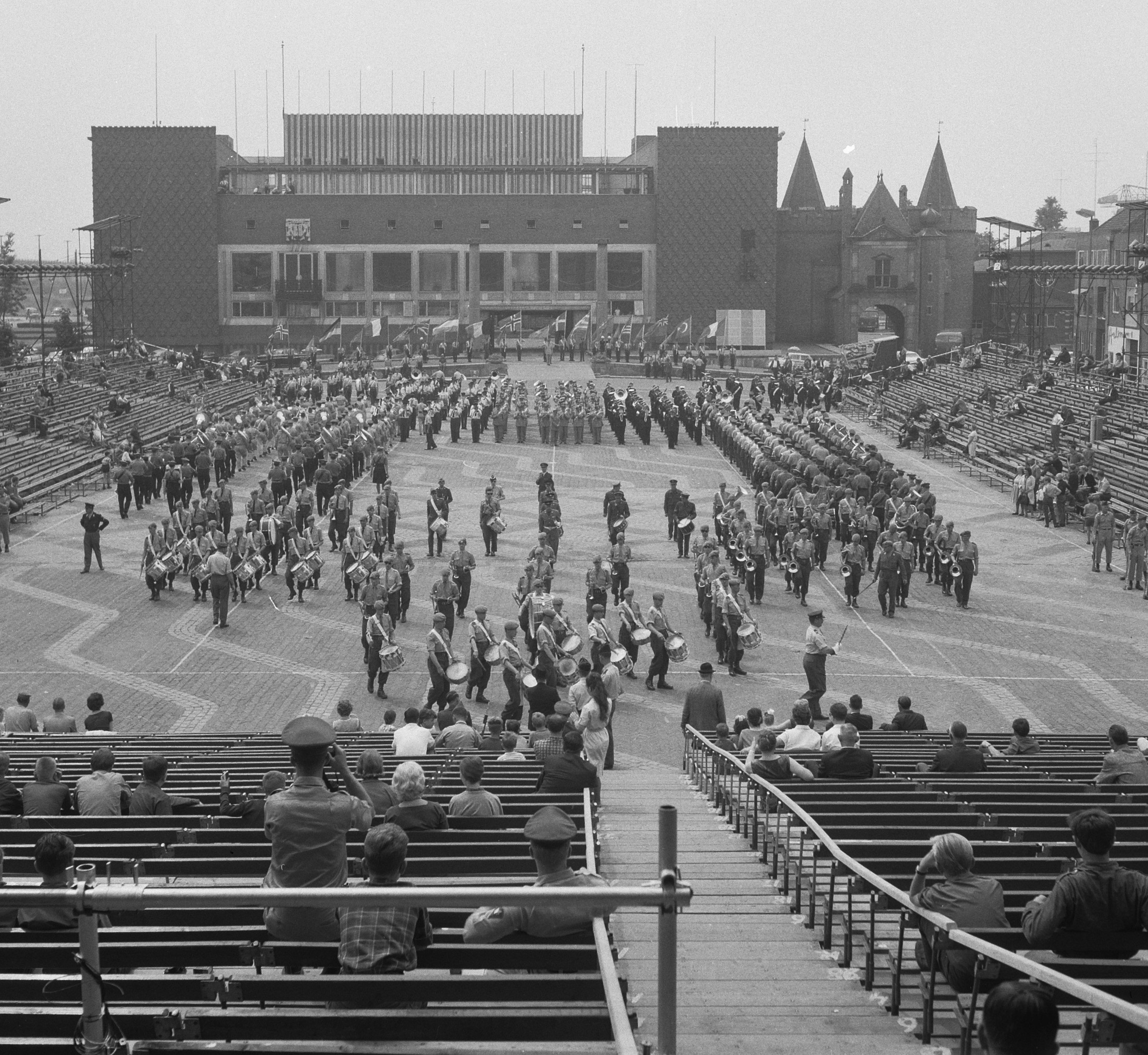
Repetitie NATO Taptoe te Arnhem op het plein voor het provinciehuis in 1964

De bekendste militaire Nederlandse taptoe is de Nationale Taptoe die 21 jaar lang in Delft werd gehouden en daarna 29 jaar in Breda. Deze taptoe werd in 2005 verplaatst naar de Brabanthallen 's-Hertogenbosch en wordt sinds 2006 in het Ahoy-complex in Rotterdam georganiseerd. Defensie hoopte op die manier meer bezoekers te trekken. De taptoe in Delft keerde daarnaast in 1996 terug als showkorpsenfestival en wordt sinds 1999 weer om de twee jaar gehouden als zelfstandig evenement. In 2020 en 2022 werd de taptoe in Delft echter niet gehouden vanwege de coronapandemie die in 2020 uitbrak. Ook de Nationale Taptoe vond in 2020 en 2021 niet plaats vanwege de coronapandemie.
In april 2006 werd bekend dat de Nationale Taptoe, het belangrijkste Nederlandse evenement met militaire orkesten, een modernisering onderging. Het jaarlijkse evenement zou voortaan The Netherlands Military Tattoo (Militaire taptoe Nederland) heten. Samen met de Edinburgh Military Tattoo en de Canadese Nova Scotia International Tattoo behoort de Nationale Taptoe tot de top van de wereld.
In Arnhem vond op het plein voor het Gelderse provinciehuis tussen 1958 en eind jaren 60 jaarlijks de NATO Taptoe plaats. In 1966 werd deze taptoe verstoord door enkele Provo's, onder wie Rob Stolk en Koosje Koster.

### Burgertaptoes
De oudste burgertaptoe in Nederland wordt jaarlijks door Harmonie de Vriendschap in Woerden georganiseerd.